# سلیم اردوغان
سلیم‌اردوغان (ترکی استانبولی: Selim Erdoğan؛ زادهٔ ۱۹۶۲) شاعر و بازیگر اهل ترکیه است. اولین اشعار او در آنکارا و در سال ۱۹۸۲ منتشر شد.